# Kosmiczny szeryf Shaider
Kosmiczny szeryf Shaider (jap. 宇宙刑事シャイダー Uchū Keiji Shaidā) – japoński serial tokusatsu emitowany w latach 1984–1985. Jest trzecią częścią serii Metal Hero, a zarazem bezpośrednim sequelem Kosmicznego Szeryfa Sharivana i ostatnią serią minisagi Kosmiczni szeryfowie. Wyprodukowany przez Toei w Japonii, liczył 49 odcinków i był emitowany na kanale TV Asahi. 
Nazwa serialu pochodzi od amerykańskiego aktora Roya Scheidera, znanego z serii filmów Szczęki. 

## Fabuła
Student archeologii Dai Sawamura odszyfrował skrypt na figurach znajdujących się w peruwiańskim mieście Nazca. Za to osiągnięcie Sawamura zostaje rekrutowany przez Kosmiczną Policję, gdzie staje się nowym Kosmicznym Szeryfem Ziemi – Shaiderem, nazwanym tak na cześć mitycznego wojownika, który pokonał plemię kosmicznych demonów Fūma, które po wyzwoleniu planuje zaatakować Ziemię. Zadaniem Shaidera i jego partnerki Annie jest pokonanie Fūma i przywrócenie ładu w kosmosie. 

## Obsada
- Dai Sawamura/Shaider: Hiroshi Tsuburaya
- Annie: Naomi Morinaga
- Mimi: Wakiko Kano
- Qom: Toshiaki Nishizawa
- Marin: Kyoko Nashiro
- Kojirō Oyama:  Masayuki Suzuki
- Kubilai: Shōzō Iizuka (głos)
- Poe: Jun Yoshida (także Bilgenia w Kamen Rider Black)
- Hesler: Kazuhiko Kubo
- Narrator: Tōru Ōhira